# 아버지 (1971년 드라마)
《아버지》는 1971년 3월 1일부터 1971년 10월 1일까지 방영된 MBC 일일연속극이다.

## 등장 인물
- 최불암
- 김혜자
- 정애란
- 오영일
- 이대엽
- 정영숙
- 김상순
- 도금봉
- 박원숙